# أليكساندر مارتي
أليكساندر مارتي (بالفرنسية: Alexandre Marty)‏ هو طيار بطل فرنسي، ولد في 9 فبراير 1894 في تولوز في فرنسا، وتوفي في 9 يونيو 1918 في Plainfaing ‏ في فرنسا.